# C30H46O2
化学式C30H46O2（摩尔质量：438.696 g/mol）可能指：
- 灵芝醇A，CAS号：104700-97-2
- 苦瓜宁，CAS号：128529-78-2

|  | 这个同类索引页列出了具有相同分子式的化学物（即同分異構體）条目。 除非您是有意链接至本页，否则应将相应条目的内部链接指向正确的条目。 |